# Иванич, Младен
Младен Иванич (серб. Младен Иванић; род. 16 сентября 1958, Сански-Мост) — боснийский политик, член Президиума Боснии и Герцеговины от боснийских сербов (17 ноября 2014 — 20 ноября 2018). Основатель (1999) и один из лидеров Партии демократического прогресса.

## Биография
Родился 16 сентября 1958 года в городе Сански-Мост. В 1981 году окончил бакалавриат экономического факультета Университета Баня-Луки. Затем, в 1984 году, получил степень магистра на экономическом факультете Белградского университета. С 1985 года преподаёт там же в должности ассоциированного профессора (англ. associate professor). В 1988 году получил в Белградском университете степень доктора философии.
В 2001—2003 годах занимал должность премьер-министра Республики Сербской. В 2003—2007 годах — министра иностранных дел Боснии и Герцеговины.

## Награды
- Почётный доктор Бакинского славянского университета (2016 год, Азербайджан)[3]